# Rurociąg „Przyjaźń”

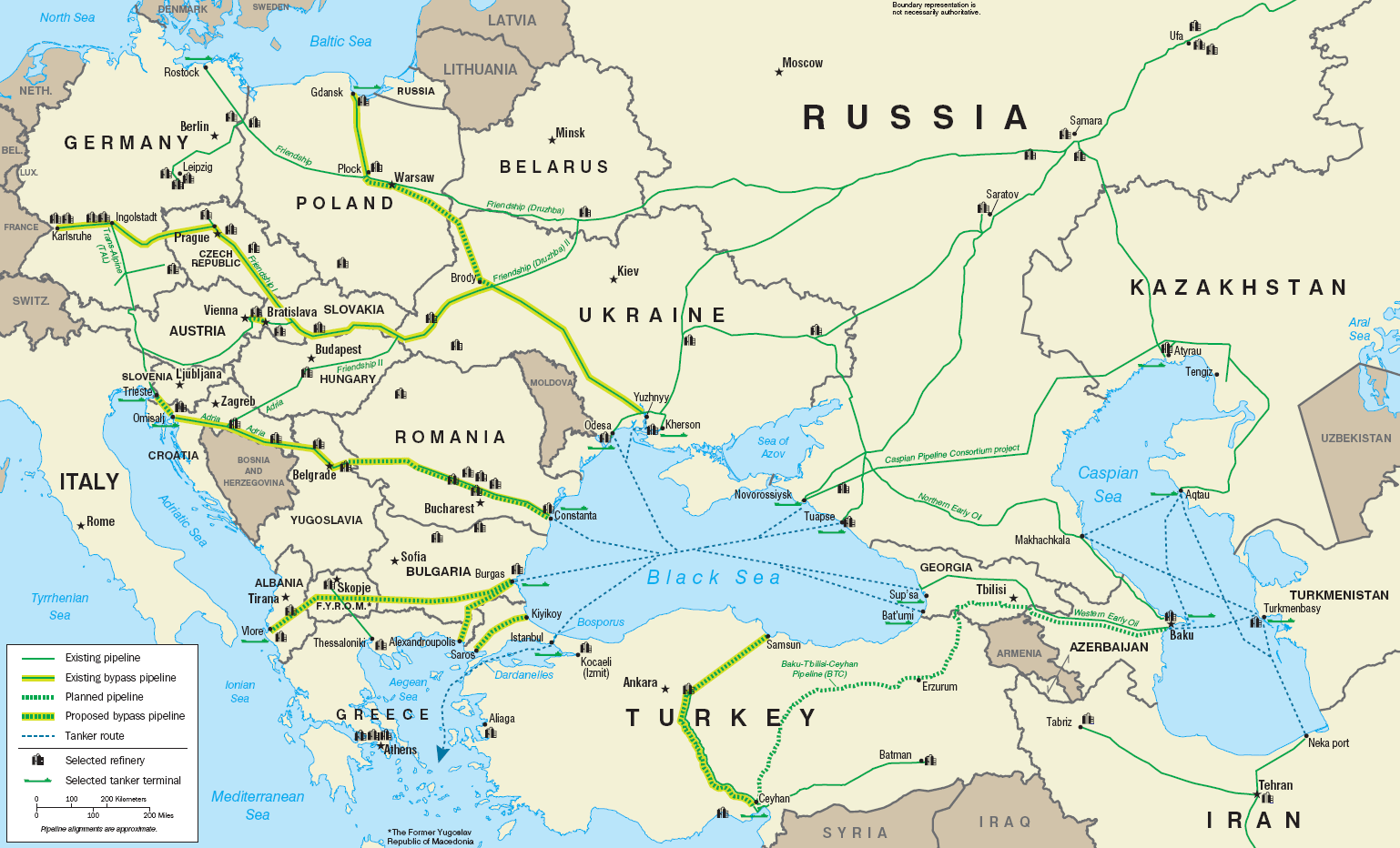
Przebieg rurociągu naftowego „Przyjaźń” w Europie

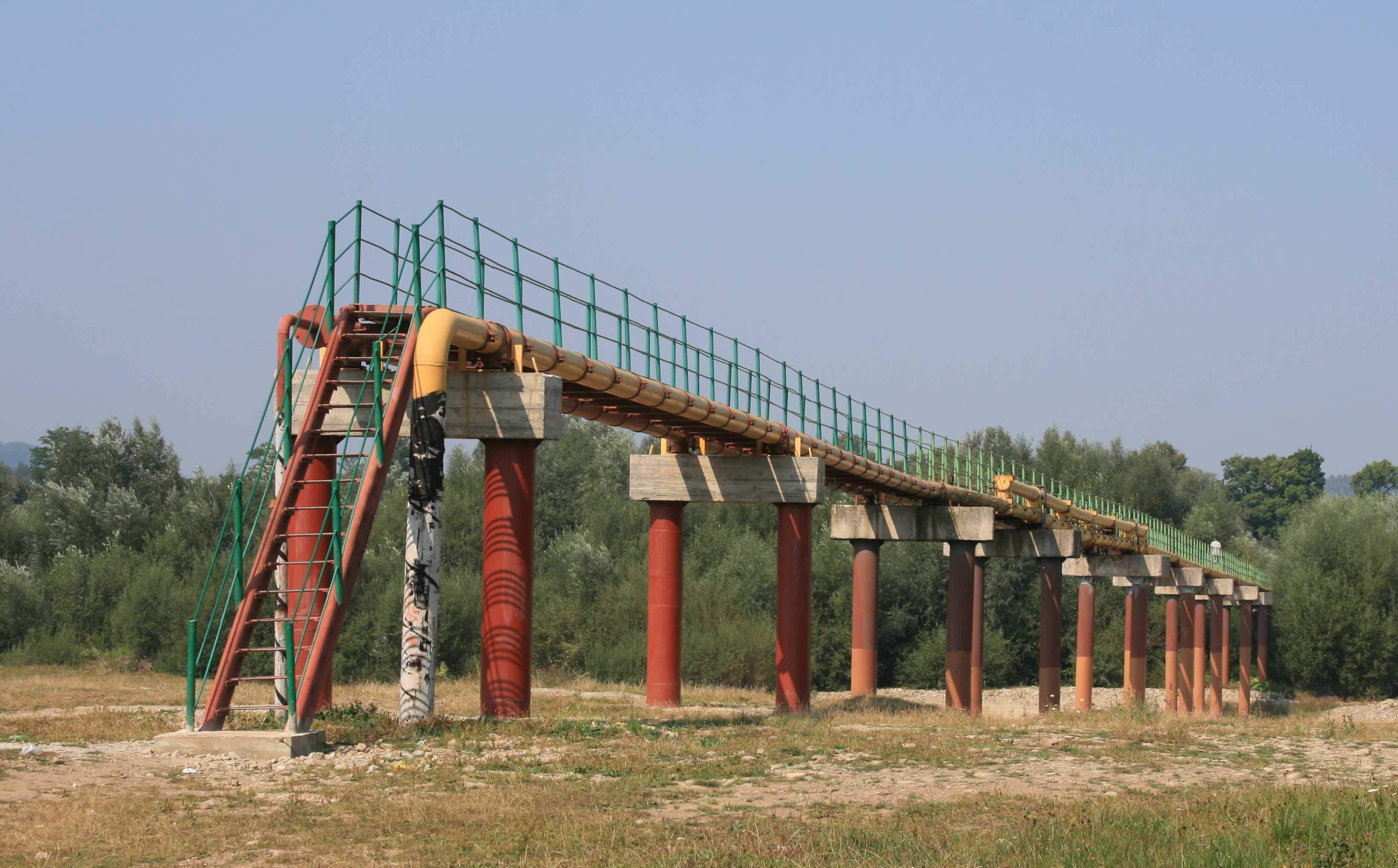
Rurociąg „Przyjaźń” nad rzeką Stryj we wsi Rozhurcze w rejonie stryjskim obwodu lwowskiego na Ukrainie

Rurociąg „Przyjaźń” (ros. нефтепровод Дружба) – największy na świecie system rurociągów, łączący Syberię z Europą Środkową, wybudowany w latach 1960–1964 („Przyjaźń”-1) oraz 1969–1974 („Przyjaźń”-2).

## Historia

### „Przyjaźń”-1
Decyzję o wybudowaniu systemu rurociągów „Przyjaźń” podjęto 18 grudnia 1958 na 10. sesji RWPG w Pradze. W pierwotnych założeniach miał to być system przesyłu ropy naftowej ze Związku Radzieckiego do krajów RWPG w Europie Środkowej: Węgier, Czechosłowacji, Polski oraz NRD. Generalnym wykonawcą inwestycji zostało radzieckie przedsiębiorstwo Lengazspiecstroj (ros. Ленгазспецстрой) specjalizujące się w budowie instalacji i systemów przesyłu ropy i gazu. Budowę rurociągu o długości 5327 km rozpoczęto 10 grudnia 1960 w mieście Almietjewsk. W założeniach każdy kraj, przez którego terytorium miał przebiegać rurociąg, zobowiązywał się dostarczyć wszystkie niezbędne materiały i maszyny budowlane. Budowa trwała cztery lata, ale realizację niektórych odcinków zakończono wcześniej. Pierwsza dostawa ropy do magazynów w Budkovcach w Czechosłowacji miała miejsce w lutym 1962 r. We wrześniu 1962 r. ropę dostarczono do Węgier, w listopadzie 1963 r. do Polski, a w grudniu 1963 r. do NRD. Pierwsza ropa pompowana rurociągiem pochodziła z pól naftowych w Tatarstanie i obwodzie samarskim. Do połowy 1964 r. uruchomiono główne obiekty systemu „Przyjaźń”-1. 15 października 1964 odbyła się oficjalna ceremonia oddania rurociągu do eksploatacji. Istotną korzyścią ekonomiczną budowy była znaczna redukcja kosztów transportu – wcześniej duża część ropy przewożona była koleją, ale wraz z wprowadzeniem rurociągu koszty transportu spadły średnio o 20–25% wartości przewozów kolejowych.

### „Przyjaźń”-2
W kolejnych latach ze względu na znaczny rozwój gospodarek krajów RWPG, pojawiła się potrzeba zwiększenia dostaw ropy. W 1965 r. postanowiono rozbudować możliwości przesyłowe budując drugi, bliźniaczy system rurociągów „Przyjaźń”-2 (o średnicy do 1220 mm) przebiegający wzdłuż trasy pierwszej linii Drużba-1 o długości 4412 km. Budowę rurociągu rozpoczęto wiosną 1969 r., a ukończono w 1974 r. Jego budowa pozwoliła zwiększyć eksport ropy z ZSRR ponad dwukrotnie. W 1973 r. oddano do użytku około 2000 km rurociągu Ust – Bałyk – Almietjewsk. Jego budowa umożliwiła połączenie systemu „Przyjaźń” z polami naftowymi na Zachodniej Syberii. Do końca 1974 r. państwa RWPG otrzymały około 300 mln ton ropy – ponad 40 mln ton na Węgry, 80 mln ton do NRD, 60 mln ton do Polski i ponad 100 mln ton do Czechosłowacji.
Po rozpadzie ZSRR centrum kontroli rosyjskiej części rurociągu przeniosło się ze Lwowa do Briańska. W Rosji ropociąg przebiega przez 32 rejony ośmiu obwodów. Obecnie prawie połowa eksportowanej rosyjskiej ropy transportowana jest rurociągiem „Przyjaźń”. W ostatnich latach przez główną zachodnią część rurociągu przepompowywano do 70–80 milionów ton ropy rocznie. Dostarczana ropa wykorzystywana jest w potężnych rafineriach zlokalizowanych w Mozyrzu (Białoruś), Płocku (Polska) i Schwedt (Niemcy).

## Przebieg
Rurociąg, którego średnica wynosi do 1020 mm, rozpoczyna bieg w Almietjewsku, biegnie poprzez Samarę i Briańsk, gdzie jedna z nitek (o średnicy do 800 mm) odchodzi do Windawy na Łotwie (Uniecza – Połock – Możejki – Windawa), a dalej do Mozyrza, gdzie rozdziela się na dwie nitki: północną, biegnącą przez Białoruś i Polskę (odcinek polski rozpoczyna się w Adamowie w województwie podlaskim) do Lipska w Niemczech, oraz południową, biegnącą przez Ukrainę, Słowację dwoma odgałęzieniami do Czech i Węgier.

## Dane techniczne
W skład systemu wchodzi między innymi około 8900 kilometrów rurociągów (z czego 3900 km w Rosji), które w ciągu każdego roku transportują około 66,5 miliona ton ropy naftowej, w tym samą północną nitką około 49,8 miliona ton oraz 46 przepompowni, 38 przepompowni pośrednich, których farmy zbiornikowe zawierają 1,5 miliona m³ ropy. Rury na potrzeby projektu zostały wyprodukowane w Związku Radzieckim oraz Polsce, zaś elementy instalacji w Czechosłowacji. NRD była odpowiedzialna za pompy, a Węgry za urządzenia automatyzacyjne i komunikacyjne. Budowa kosztowała prawie 400 milionów rubli, a na całej długości rurociągu ułożono prawie 730 000 ton rur. Wydobyto ponad 15 milionów metrów sześciennych ziemi. Rurociąg przekroczył 400 barier wodnych, w tym 45 głównych rzek oraz ponad 200 linii kolejowych i dróg. Rurociąg Przyjaźń ma obecnie wydajność od 1,2 do 1,4 miliona baryłek dziennie. Obecnie trwają prace nad zwiększeniem tego poziomu na odcinku między Białorusią a Polską. Średnica rury rurociągu wynosi od 420 do 1020 milimetrów (17 do 40 cali). Korzysta on z 20 przepompowni.

## Operatorzy
Operatorem rurociągu na terenie Rosji jest Transnieft, na Białorusi – Gomieltransniefti, na Ukrainie – UkrTatNafta, na Słowacji – Transpetrol, w Czechach – MERO ČR, w Polsce – PERN, na Węgrzech – MOL.

## Plany rozbudowy
Wobec coraz częstszego stosowania przez Rosję szantażu energetycznego (m.in. rosyjsko-ukraiński konflikt gazowy), rozważane jest także przedłużenie obu nitek, północnej do niemieckiego Wilhelmshaven, a południowej do chorwackiego Omišalj, i tą drogą wprowadzenie rewersu ropy, dostarczanej przez tankowce z Bliskiego Wschodu i Afryki.